# Saint-Martin-de-Landelles
Saint-Martin-de-Landelles är en kommun i departementet Manche i regionen Normandie i norra Frankrike. Kommunen ligger i kantonen Saint-Hilaire-du-Harcouët som tillhör arrondissementet Avranches. År 2018 hade Saint-Martin-de-Landelles 1 142 invånare.

## Befolkningsutveckling
Antalet invånare i kommunen Saint-Martin-de-Landelles
| Referens: INSEE |